# Anton Veith

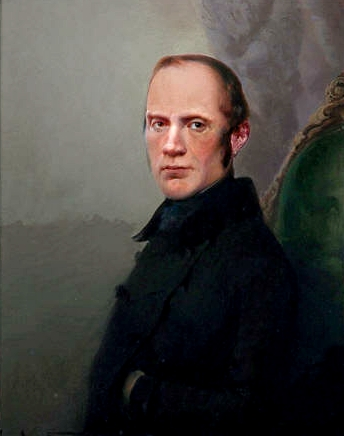
Anton Veith; Künstler unbekannt

Anton Veith, tschechisch Antonín Veith, auch Antonín Weith, (* 3. Januar 1793 in Budweis; † 18. Dezember 1853 in Liboch) war ein böhmischer Zuckerfabrikant und Mäzen für Unterricht, Kunst und Wissenschaften in Liběchov. Veith war ein Lokalpatriot, der versuchte, Kultur, Kunst und ein friedliches Zusammenleben von Tschechen und Deutschen in den böhmischen Ländern zu fördern.

## Leben und Werk
Veith war der zweite Sohn des Webers und erfolgreichen Textilunternehmers und Armeelieferant Jacob Veith (* 1758 Wallern; † 13. Mai 1833 Liboch) und der Rosalie geb. Kühmann († 1831), Tochter des Primators von Wallern. 
Anton Veith studierte am Akademischen Gymnasium in Prag, wo er sich neben tschechischer Literatur auch mit englischer und französischer Literatur befasste. Er verbrachte das Jahr 1817 in England und erbte nach dem Tod seines Vaters im Jahr 1833 das Gut Liběchov und Ländereien in Kokořín. Wie sein Vater war auch er bei seinen Landsleuten sehr beliebt. Er unterstützte tschechische und deutsche Schulen und verkehrte in einem Kreis wichtiger Gelehrter und Künstler, die er auch unterstützte.
Er bemerkte das Talent von Josef Navrátil und Wenzel Levy und ermöglichte ihm, bei Ludwig Schwanthaler in München zu studieren. 1837 beschloss Veith, in Slavín ein Denkmal der Nationalhelden zu bauen, für das er Statuen von 24 Persönlichkeiten der tschechischen Geschichte errichten wollte. Die architektonische Gestaltung wurde an Wilhelm Gail, die Skulpturen an Ludwig Schwanthaler in Auftrag gegeben, aber das Projekt wurde nicht verwirklicht. Nach dem Konkurs seines Bruders Wenzel (1787–1852), kam auch er in wirtschaftliche Schwierigkeiten und starb verschuldet im Jahre 1853.